# Trojićke (rejon siewierodoniecki)
Trojićke (ukr. Троїцьке) – wieś na Ukrainie, w obwodzie ługańskim, w rejonie siewierodonieckim. W 2001 liczyła 1415 mieszkańców.